# 白幡池公園
白幡池公園（しらはたいけこうえん）は、神奈川県横浜市神奈川区白幡町にある公園である。神奈川県立篠原園地(北緯35度29分29秒 東経139度37分34秒 / 北緯35.491311度 東経139.626230度)と隣接する。遊具がある。園内の白幡池では釣りが可能である。横浜市神奈川区によって市民の身近な場所・お気に入りの場所として「わが町かながわ50選」に選定されている。

## アクセス
東急東横線白楽駅から徒歩6分。

## 参照
1. 1 2 3 4  “白幡池公園”. まいぷれ神奈川区.   フューチャーリンクネットワーク. 2021年6月26日閲覧。
2. ↑  “篠原園地”.  神奈川県 (2021年4月7日). 2021年6月26日閲覧。
3. ↑  『「わが町かながわ50選」散歩道ガイド 2007』横浜市神奈川区地域振興課、2007年10月、11頁。全国書誌番号:21663949。